# Idrossido di nichel
L'idrossido di nichel(II) o idrossido nicheloso è il composto inorganico con formula chimica {\displaystyle {\ce {Ni(OH)2}}}. Si presenta come un solido cristallino di colore verde lime che può essere attaccato da acidi e decomporsi reagendo con ammoniaca e ammine. Sulla base della sua elettroattività (può cambiare forma e dimensioni se immerso in un campo elettrico), l'idrossido di nichel può essere convertito in ossido idrossido di nichel(III), un composto ampiamente utilizzato nella produzione di batterie ricaricabili nell'industria automobilistica.
Questo composto fa parte del gruppo 1 della classificazione IARC delle sostanze cancerogene, poiché risulta essere fortemente genotossico in caso di inalazione.

## Sintesi
La sintesi dell'idrossido di nichel deriva dal trattamento, in soluzione acquosa, dei sali di nichel(II) con idrossido di potassio. Se invece di quest'ultimo composto è presente il bromo, l'idrossido di nichel corrispondente che si ottiene ha per formula {\displaystyle {\ce {Ni3O2(OH)4}}}.
La forma minerale dell'idrossido di nichel, denominata theophrastite, è stata scoperta in Grecia nel 1980 e consiste in una formazione cristallina spontanea, di colore verde smeraldo, che tende a svilupparsi in prossimità della vesuvianite o in cristalli di anioni clorito.

## Caratteristiche
La struttura cristallina dell'idrossido di nichel presenta due polimorfismi ben distinti, α e β. La struttura α è formata da strati di {\displaystyle {\ce {Ni(OH)2}}} intercalati da anioni o da molecole d'acqua. La forma β adotta un impacchettamento compatto di sfere costituito da ioni {\displaystyle {\ce {Ni2+}}} e {\displaystyle {\ce {OH-}}}. È stato individuato anche un polimorfismo di tipo γ, caratterizzato da una distanza molto maggiore tra gli strati di {\displaystyle {\ce {Ni(OH)2}}}.

## Reazioni
La reazione di ossidoriduzione con cui in ambiente acquoso l'idrossido nicheloso viene trasformato, ossidandosi, in ossido idrossido di nichel(III) consta di due stadi (dove "M" è un idruro metallico):
Reazione 1: {\displaystyle {\ce {Ni(OH)2}}} + OH− → {\displaystyle {\ce {NiO(OH)}}} + {\displaystyle {\ce {H2O}}} + e−
Reazione 2: {\displaystyle {\ce {M}}} + {\displaystyle {\ce {H2O}}} + e− → MH + OH−
Per cui la reazione netta è la seguente:
{\displaystyle {\ce {Ni(OH)2}}} + {\displaystyle {\ce {M}}} → {\displaystyle {\ce {NiOOH}}} + {\displaystyle {\ce {MH}}}
Delle due forme polimorfiche principali, la forma α è quella maggiormente impiegata in ambito elettrochimico, poiché mostra una maggiore reattività.